# Kevin Mercado
Kevin Mercado (n. Guayaquil, Ecuador; 28 de enero de 1995) es un futbolista ecuatoriano. Juega como mediocampista ofensivo o extremo y su equipo actual es Maricá Futebol Clube de la Serie D de Brasil.

## Trayectoria

### Inicios
Mercado se incorporó a la Academia Alfaro Moreno en 2005, a los diez años. En 2011 se mudó a Liga Deportiva Universitaria, inicialmente asignado a la configuración juvenil.

### Liga Deportiva Universitaria
El 11 de agosto de 2012 jugó su primer partido como profesional, entrando como suplente en la segunda parte en un empate 0-0 contra Técnico Universitario, por el campeonato de la Serie A ecuatoriana. Marcó su primer gol profesional el 12 de mayo del año siguiente, anotando el único de su equipo en el empate 1-1 en casa contra Liga de Loja. 

### Granada C. F.
El 25 de julio de 2014, Mercado y su compañero Gabriel Corozo unieron al Granada Club de Fútbol de España, siendo asignado a las reservas en Segunda División "B".

### Godoy Cruz
El 13 de febrero del año siguiente fue cedido a Godoy Cruz, hasta diciembre.

### Sarmiento
El 7 de diciembre de 2015, se confirmó que el jugador había firmado un contrato de préstamo con Sarmiento de Junín, poco después de su regreso de otro movimiento de préstamo. 

### CSKA Sofía
El 2 de febrero de 2017 finalizó su cesión a Sarmiento y fue cedido al club búlgaro CSKA Sofía por el lapso de un año.

### Regreso a Liga
El 8 de julio de 2021 fue anunciado en Liga Deportiva Universitaria de la Serie A de Ecuador en condición de préstamo por seis meses. El vínculo con el club albo se extendería hasta el final de la temporada 2022.

### Delfín
El 29 de junio de 2022 se confirmó su llegada al Delfín Sporting Club de Manta.

### Naranja Mekánica
El 29 de marzo de 2023 fue anunciado en Naranja Mekánica de la Segunda Categoría de Ecuador por una temporada.

## Selección nacional

### Categorías inferiores
Mercado fue parte de la selección ecuatoriana que disputó el Campeonato Sudamericano Sub-17 de 2011 y con el que consiguió la clasificación histórica al Mundial México Sub-17.
Fue integrante de la selección ecuatoriana que disputó la Copa Mundial Sub-17 de la FIFA.

#### Participaciones en Sudamericanos
| Campeonato                  | Sede    | Resultado    | Partidos | Goles |
| --------------------------- | ------- | ------------ | -------- | ----- |
| Sudamericano Sub-17 de 2011 | Ecuador | Cuarto lugar | 8        | 1     |
| Sudamericano Sub-20 de 2015 | Uruguay | Primera fase | 4        | 0     |

#### Participaciones en Copas del Mundo
| Campeonato                  | Sede   | Resultado        | Partidos | Goles |
| --------------------------- | ------ | ---------------- | -------- | ----- |
| Copa Mundial Sub-17 de 2011 | México | Octavos de final | 3        | 1     |

## Estadísticas

### Clubes
Actualizado al último partido disputado el 6 de febrero de 2025.
| Club                                   | Temporada     | Liga  | Liga  | Copas nacionales | Copas nacionales | Copas internacionales | Copas internacionales | Otros | Otros | Total | Total |
| Club                                   | Temporada     | Part. | Goles | Part.            | Goles            | Part.                 | Goles                 | Part. | Goles | Part. | Goles |
| -------------------------------------- | ------------- | ----- | ----- | ---------------- | ---------------- | --------------------- | --------------------- | ----- | ----- | ----- | ----- |
| Liga Deportiva Universitaria · Ecuador | 2012          | 5     | 0     | —                | —                | 0                     | 0                     | —     | —     | 5     | 0     |
| Liga Deportiva Universitaria · Ecuador | 2013          | 7     | 2     | —                | —                | 0                     | 0                     | —     | —     | 7     | 2     |
| Liga Deportiva Universitaria · Ecuador | 2014          | 8     | 0     | —                | —                | 0                     | 0                     | —     | —     | 8     | 0     |
| Granada II · España                    | 2014-15       | 7     | 0     | —                | —                | —                     | —                     | —     | —     | 7     | 0     |
| Granada II · España                    | Total club    | 7     | 0     | 0                | 0                | 0                     | 0                     | 0     | 0     | 7     | 0     |
| Godoy Cruz Argentina                   | 2015          | 15    | 1     | 1                | 0                | 0                     | 0                     | —     | —     | 16    | 1     |
| Godoy Cruz Argentina                   | Total club    | 15    | 1     | 1                | 0                | 0                     | 0                     | 0     | 0     | 16    | 1     |
| Sarmiento (J) Argentina                | 2016          | 11    | 0     | 1                | 0                | —                     | —                     | —     | —     | 12    | 0     |
| Sarmiento (J) Argentina                | 2016-17       | 12    | 0     | 0                | 0                | —                     | —                     | —     | —     | 12    | 0     |
| Sarmiento (J) Argentina                | Total club    | 23    | 0     | 1                | 0                | 0                     | 0                     | 0     | 0     | 24    | 0     |
| CSKA Sofía Bulgaria                    | 2016-17       | 14    | 1     | 0                | 0                | 0                     | 0                     | —     | —     | 14    | 1     |
| CSKA Sofía Bulgaria                    | 2017-18       | 15    | 1     | 3                | 0                | 0                     | 0                     | —     | —     | 18    | 1     |
| CSKA Sofía Bulgaria                    | Total club    | 29    | 2     | 3                | 0                | 0                     | 0                     | 0     | 0     | 32    | 2     |
| Universidad Católica · Ecuador         | 2018          | 28    | 3     | 0                | 0                | 0                     | 0                     | —     | —     | 28    | 3     |
| Universidad Católica · Ecuador         | Total club    | 28    | 3     | 0                | 0                | 0                     | 0                     | 0     | 0     | 28    | 3     |
| Necaxa · México                        | 2018-19       | 7     | 0     | 2                | 0                | —                     | —                     | —     | —     | 9     | 0     |
| Necaxa · México                        | 2019-20       | 22    | 0     | 1                | 0                | —                     | —                     | —     | —     | 23    | 0     |
| Necaxa · México                        | 2020-21       | 11    | 0     | 3                | 0                | —                     | —                     | —     | —     | 14    | 0     |
| Necaxa · México                        | Total club    | 40    | 0     | 6                | 0                | 0                     | 0                     | 0     | 0     | 46    | 0     |
| Liga Deportiva Universitaria · Ecuador | 2021          | 4     | 1     | 0                | 0                | 3                     | 0                     | —     | —     | 7     | 1     |
| Liga Deportiva Universitaria · Ecuador | 2022          | 0     | 0     | 0                | 0                | 0                     | 0                     | —     | —     | 0     | 0     |
| Liga Deportiva Universitaria · Ecuador | Total club    | 24    | 3     | 0                | 0                | 3                     | 0                     | 0     | 0     | 27    | 3     |
| Delfín S. C. · Ecuador                 | 2022          | 11    | 0     | 1                | 0                | 0                     | 0                     | —     | —     | 12    | 0     |
| Delfín S. C. · Ecuador                 | Total club    | 11    | 0     | 1                | 0                | 0                     | 0                     | 0     | 0     | 12    | 0     |
| Naranja Mekánica · Ecuador             | 2023          | 0     | 0     | —                | —                | —                     | —                     | —     | —     | 0     | 0     |
| El Nacional · Ecuador                  | 2023          | 6     | 0     | 0                | 0                | 0                     | 0                     | —     | —     | 6     | 0     |
| El Nacional · Ecuador                  | Total club    | 6     | 0     | 0                | 0                | 0                     | 0                     | 0     | 0     | 6     | 0     |
| Guayaquil City · Ecuador               | 2024          | 15    | 2     | 2                | 0                | —                     | —                     | —     | —     | 17    | 2     |
| Guayaquil City · Ecuador               | Total club    | 15    | 2     | 2                | 0                | 0                     | 0                     | 0     | 0     | 17    | 2     |
| Naranja Mekánica · Ecuador             | 2024          | 6     | 2     | —                | —                | —                     | —                     | —     | —     | 6     | 2     |
| Naranja Mekánica · Ecuador             | Total club    | 6     | 2     | 0                | 0                | 0                     | 0                     | 0     | 0     | 6     | 2     |
| Maricá F. C. · Brasil                  | 2025          | 0     | 0     | —                | —                | —                     | —                     | 4     | 0     | 4     | 0     |
| Maricá F. C. · Brasil                  | Total club    | 0     | 0     | 0                | 0                | 0                     | 0                     | 4     | 0     | 4     | 0     |
| Total carrera                          | Total carrera | 204   | 13    | 14               | 0                | 3                     | 0                     | 4     | 0     | 225   | 13    |
| 1. 2. 3.                               |               |       |       |                  |                  |                       |                       |       |       |       |       |